# Közút
A közút az állam, valamint az önkormányzatok tulajdonában és kezelésében lévő olyan útszakasz, amely a közforgalom számára nyitott.
A közutak lehetnek városok vagy egyéb települések utcái, főútjai, illetve lakott területen kívüli autóutak vagy autópályák. A közút igénybevétele – az útdíjas autópálya, autóút kivételével – díjmentes. A közutakon kívüli utak a magánutak.
Közutak magyarországi adatai:
| közutak hossza [km] | országos főutak | országos mellékutak | helyi belterületi utak | helyi külterületi utak |
| ------------------- | --------------- | ------------------- | ---------------------- | ---------------------- |
| 2000                | 6978            | 20 487              | 53 565                 | 75 935                 |
| 2001                | 7057            | 20 694              | -                      | -                      |
| 2002                | 7057            | 20 694              | 52 202                 | 87 616                 |
| 2003                | 7125            | 21 027              | 52 897                 | 97 458                 |
| 2004                | 7071            | 21 092              | 53 432                 | 103 268                |
| 2005                | 7156            | 21 183              | 53 581                 | 105 179                |
| 2006                | 7493            | 21 256              | 54 391                 | 107 528                |
| 2007                | 7612            | 23 500              | 55 157                 | 109 380                |
| 2008                | 7958            | 23 282              | -                      | -                      |